# Joe Brown (Musiker)
Joseph Roger „Joe“ Brown MBE (* 13. Mai 1941 in Swarby, Lincolnshire, England) ist ein britischer Gitarrist, Sänger, Songwriter und Schauspieler.

## Leben
Als Teenager spielte Brown bei verschiedenen Skiffle-Gruppen, darunter The Spaceman Skiffle Group. Larry Parnes nahm ihn Ende der 1950er Jahre unter Vertrag. Brown begleitete u. a. Eddie Cochran, Gene Vincent und Johnny Cash. 1960 spielte er die Gitarre auf dem Album The Sound of Fury von Billy Fury. Ab 1959 machte Brown Aufnahmen mit seiner Begleitband The Bruvvers. Zu ihren Hits zählen What a Crazy World We're Living In und A Picture of You. Brown and the Bruvvers waren Anfang der 1960er Jahre in Großbritannien so erfolgreich, dass die Beatles bei ihnen im Vorprogramm auftreten wollten. Am 26. Juli 1962 spielten die Liverpooler dann als Vorband von Joe Brown and the Bruvvers in der Cambridge Hall in Southport.
1962 trennte sich Brown von Parnes und heiratete die Sängerin Vicki Haseman von der Girlgroup The Breakaways. Mitte der 1960er Jahre wandte er sich Kabarett, Pantomime, Musical und Film zu. Ab 1965 spielte er drei Jahre im Musical Charlie Girl. Im Jahr 1972 gründete Brown die Band Brown’s Home Brew, die Country-orientierten Rock spielte, jedoch ohne größeren Erfolg blieb. Brown konzentrierte sich wieder auf seine Musicalarbeit. 1978 war er Trauzeuge bei George Harrisons zweiter Heirat. Anfang der 1990er Jahre hatte Joe Brown ein Comeback. 1992 erschien sein erfolgreiches Album Come On Joe. Auch nach der Jahrtausendwende ist er immer noch als Musiker unterwegs. Am 29. November 2002 nahm er am Gedenkkonzert für George Harrison teil. Am 26. Januar 2007 erschien das Album Down to Earth.
Zwischen den 1960er- und 1980er-Jahren übernahm Joe Brown gelegentliche Schauspielauftritte, so unter anderem in den Filmen What a Crazy World (1963), Three Hats for Lisa (1965) und Mona Lisa (1986).
Browns Tochter Sam Brown aus der Ehe mit der 1991 verstorbenen Vicki Brown ist ebenfalls eine bekannte Sängerin.

## Diskografie

### Alben
- 1962: A Picture of You
- 1963: Joe Brown - Live!
- 1965: Charlie Girl (Joe Brown und Anna Neagle mit HY Hazell, Stuart Damon, Derek Nimmo und Christine Holmes)
- 1966: Bits of Joe Brown
- 1977: Joe Brown Live
- 1990: A Golden Hour of Joe Brown
- 1991: On Stage
- 1999: On a Day Like This
- 2001: The Joe Brown Story: The Picadilly / Pye Anthology
- 2008: The Very Best Of - 50th Anniversary
- 2011: The Ukulele Album

### Singles und EPs
- 1959: People Gotta Talk
- 1960: Dark Town Strutter's Ball
- 1961: Shine (Joe Brown and His Bruvvers)
- 1961: Crazy Mixed Up Kid
- 1962: What a Crazy World We Live In
- 1962: A Picture of You
- 1962: Your Tender Look
- 1962: It Only Took a Minute
- 1962: A Lay-About's Lament
- 1962: A Picture of Joe Brown (EP)
- 1963: The Big Hits of Joe Brown and Mark Wynter (mit Mark Wynter) (EP)
- 1963: From the Sound Track of the Film Just for Fun (mit Mark Wynter) (EP, mono)
- 1963: That's What Love Will Do
- 1963: Nature's Time for Love
- 1963: Sally Ann
- 1965: Charlie Girl (From Harold Fielding's Production of 'Charlie Girl')
- 1965: Sicilian Tarantella
- 1967: With a Little Help from My Friends
- 1968: Bottle of Wine
- 1969: Suzanne
- 1973: Hey Mama
- 1979: Joe Brown (EP)
- 1983: Give Us a Break
- 1999: On a Day Like This
- 2006: Reuben (feat. Sam Brown)
- 2008: Everybody's Famous
- 2008: You Were Everywhere / I Still Haven't Found What I'm Looking For
- 2008: The Very Best of Joe Brown Sampler (EP, Promo)

## Schriften
- Joe Brown mit Graeme Wright: Brown Sauce. The Life and Times of Joe Brown. Willow, London 1986, ISBN 0-00-218160-6.